# Victor von Hennigs
Victor Carl Gustav von Hennigs (18 tháng 4 năm 1848 tại Stremlow – 10 tháng 3 năm 1930 tại Berlin-Lichterfelde) là một sĩ quan quân đội Phổ, đã được thăng đến cấp Thượng tướng kỵ binh. Ông từng tham chiến trong cuộc Chiến tranh Áo-Phổ (1866) và cuộc Chiến tranh Pháp-Đức (1870 – 1871).

## Tiểu sử

### Tuổi trẻ và giáo dục
Victor sinh vào tháng 4 năm 1848, là con thứ năm trong chín người con của Chủ thái ấp Albert von Hennigs với người vợ của ông này là Kathinka, nhũ danh Baronesse von Fock. Một trong những người em của ông là Waldemar von Hennigs, về sau là Thượng tướng Bộ binh của Phổ.
Thuở nhỏ, Hennigs đã được đào tạo trong đội Đội thiếu sinh quân Potsdam. Sau khi ông được phong quân hàm Thiếu úy vào ngày 18 tháng 4 năm 1865, ông gia nhập Trung đoàn Thương kỵ binh số 1 "Hoàng đế Alexander III của Nga" (Tâu Phổ) với cấp bậc này trong cùng năm đó, và được bổ nhiệm làm sĩ quan phụ tá của trung đoàn này vào năm 1868.
Là một viên sĩ quan trẻ tuổi, Hennigs đã tham chiến trong cuộc Chiến tranh Áo-Phổ năm 1866 và cuộc Chiến tranh Pháp-Đức vào các năm 1870 – 1871. Trong cuộc chiến ở Pháp, ông đã được tặng thưởng Huân chương Thập tự Sắt hạng II. Giữa hai cuộc chiến tranh này, ông học tại Học viện Quân sự Phổ và tiếp tục học tập ở đây sau khi cuộc chiến năm 1870-1871 chấm dứt với thắng lợi hoàn toàn của người Đức.

### Sự nghiệp về sau
Kể từ năm 1873 cho đến năm 1876, Hennigs được ủy thác làm cộng sự quân sự Vương công Friedrich Wilhelm và cũng trong khoảng thời gian này ông được thăng cấp Trung úy. Tiếp sau đó, vào năm 1876, Hennigs được cắt cử vào Bộ Tổng tham mưu ở kinh đô Berlin và cùng năm đó, ông được đổi vào Trung đoàn Long kỵ binh Cận vệ số 23 (số 1 Đại Công quốc Hessen), tại đây ông được bổ nhiệm làm chỉ huy một đội kỵ binh vào năm 1878. Tiếp sau đó, vào năm 1882, ông gia nhập biên chế của Trung đoàn Thương kỵ binh số 7 "Đại Công tước Friedrich xứ Baden" (Rhein) với chức vụ sĩ quan phụ tá của Bộ Tổng chỉ huy (Generalkommando) của Quân đoàn II tại Stettin. Từ đơn vị này, ông chuyển sang Trung đoàn Thương kỵ binh số 11 "Bá tước Haeseler" (số 2 Brandenburg), ban đầu đóng quân tại Perleberg ở miền Prignitz phía Tây Bắc Brandenburg, sau đó dời đến Saarburg ở Lothringen.
Sau khi lên quân hàm Thiếu tá, ông đồng hành với vị vương hầu xứ Hessen-Kassel nêu trên, giờ đây là Bá tước Friedrich Wilhelm III, trong chuyến đi vòng quanh thế giới vào các năm 1887 cho đến năm 1888, trong đó hai người đã hành trình khắp Bắc Mỹ, Trung Mỹ và châu Á cho đến khi dừng chân tại Singapore vào tháng 10 năm 1888.
Vào năm 1892, Hennigs được chuyển đến Potsdam, tại đây ông thoạt tiên được lãnh chức Trung đoàn trưởng của Trung đoàn Thương kỵ binh số 3 với cấp bậc Thượng tá. Đến năm 1894, ông được bổ nhiệm chức Trưởng khoa Kỵ binh trong Bộ Chiến tranh ở kinh thành Berlin, sau đó ông được nhậm chức chỉ huy Lữ đoàn Kỵ binh số 3 ở Stettin vào năm 1896. Sau đó, vào năm 1901, với quân hàm Trung tướng, Hennigs được ủy nhiệm làm Thanh tra của Quân đoàn II.
Vào các năm 1900, 1901 và 1903, Hennigs là trọng tài trong các cuộc diễn tập Hoàng đế (Kaisermanöver). Đến ngày 16 tháng 10 năm 1906, ông được phong cấp bậc Danh dự (Charakter) Thượng tướng Kỵ binh. Hai năm sau (1908), ông giải ngũ và được bổ nhiệm làm Chỉ huy trưởng lực lượng Hiến binh Phổ.

## Hôn nhân và hậu duệ
Vào các ngày 11 và 12 tháng 12 năm 1889, Hennigs thành hôn với bà Paula von Albedyll, một người con gái của Thiếu tướng và Lữ trưởng Lữ đoàn Kỵ binh số 3 ở Georg von Albedyll với Elisabeth Pauline von Wedel-Burghagen (8 tháng 7 năm 1861 – 6 tháng 8 năm 1946).
Cặp đôi này đã sản sinh ra hai người con trai Rudolf von Hennigs (4 tháng 2 năm 1891) và Georg-Wilhelm von Hennigs (14 tháng 9 năm 1895) cùng với một người con gái là Elisabeth (18 tháng 9 năm 1893). Sau khi ly dị người chồng thứ nhất của mình là viên sĩ quan quân đội Phổ Bogislav Thilo Otto Hans-Karl von Schleicher vào năm 1931, Elisabeth đã tái giá với người anh em họ của ông này là tướng Kurt von Schleicher, vị Thủ tướng cuối cùng của nền Cộng hòa Weimar ngắn ngủi trong lịch sử Đức.
Trong khi cả hai người con trai của Hennigs đều hy sinh trong Chiến tranh thế giới thứ nhất. Vào ngày 30 tháng 4 năm 1934,, Elisabeth cùng với chồng minh bị các thành viên Cơ quan an ninh SS ám sát trong sự kiện Đêm của những con dao dài.

## Phong tặng
Hennigs đã được phong danh hiệu à la suite của Trung đoàn Thương kỵ binh Cận vệ số 3 ở Potsdam và được trao tặng các huân chương sau đây:
- Huân chương Đại bàng Đỏ hạng I đính kèm Bó sồi và Thanh kiếm trên Chiếc nhẫn [2]
- Huân chương Vương miện hạng I [2]
- Huân chương Thập tự Sắt (1870) hạng II [2]
- Hiệp sĩ Công lý Huân chương Thánh Johann[2]
- Giải thưởng Phục vụ của Phổ (Preußisches Dienstauszeichnungskreuz)[2]
- Thập tự Hiệp sĩ hạng I của Huân chương Zähringer Löwen[2]
- Thập tự Hiệp sĩ hạng I của Huân chương Philipp xứ Hessen kèm theo Thanh kiếm [2]
- Thập tự Chiến công hạng I của Waldeck[2]
- Hiệp sĩ Huân chương Dannebrog của Đan Mạch[2]
- Chỉ huy Huân chương Hiệp sĩ Thánh Mauritius và Lazarus[2]
- Chỉ huy hạng II Huân chương Thanh kiếm[2]